# Love of My Life (bài hát của Queen)
"Love of My Life" là bản ballad của ban nhạc rock người Anh, Queen, nằm trong album A Night at the Opera (1975). Bài hát là ca khúc do Freddie Mercury sáng tác dành tặng Mary Austin, người mà anh có tình cảm lâu dài suốt thập niên 1970. Sau khi trình diễn ca khúc tại Nam Mỹ vào năm 1981, ấn bản trích từ album trực tiếp Live Killers lập tức đạt vị trí quán quân tại Argentina và Brazil, và còn nằm trong bảng xếp hạng đĩa đơn của Argentina cho tới hết năm.
Mercury sáng tác phần cho piano và guitar, trong khi Brian May sáng tác tác bổ sung cho đàn guitar-12-dây cho phần biểu diễn trực tiếp, hạ tông chuẩn xuống một quãng ba. May cũng chơi vài đoạn guitar trong ấn bản gốc, ngoài ra còn chơi những đoạn chuyển đàn hạc trong nhiều lần thu của ấn bản đĩa đơn. Đây là một ca khúc điển hình về nhịp rubato trong các sáng tác của Mercury, thể hiện rõ ảnh hưởng của Chopin và Beethoven trong các ca khúc của anh.
Với phần lời cùng nội dung, ca khúc "These Are the Days of Our Lives" của Roger Taylor đã lấy 2 lần câu hát "I still love you" có trong "Love of My Life". Ở đoạn cuối của "These Are the Days of Our Lives", Mercury đã nói nhỏ những dòng chữ đó, điều mà sau này đôi lúc anh làm tương tự đối với chính ca khúc "Love of My Life".
Trên chuyến bay của tàu con thoi Columbia số hiệu STS-107, phi hành gia người Israel, Ilan Ramon, đã yêu cầu được nghe ca khúc này. Khi ca khúc được phát trong khoang tàu, Ramon đã gửi lời "Một buổi sáng đặc biệt cho người vợ của tôi, Rona, tình yêu của đời tôi". Ramon sau đó đã thiệt mạng trong thảm họa tàu Columbia khi con tàu gặp tai nạn trong lúc xâm nhập vào bầu khí quyển Trái đất ngày 1 tháng 2 năm 2003.

## Thành phần tham gia sản xuất
- Freddie Mercury – hát chính, hát nền, piano.
- Brian May – guitar acoustic và guitar điện, đàn hạc.
- Roger Taylor – thanh la.
- John Deacon – bass guitar.